# Јако гласно и невероватно близу
Јако гласно и невероватно близу (енгл. Extremely Loud and Incredibly Close) је америчка филмска драма снимљена 2011. године. Филм говори о животу осмогодишњег дечака Оскара Шела, чији је отац погинуо у рушењу зграде Светског трговинског центра. Шел ће наилазити на енигматичне поруке које му је отац пре смрти остављао на телефонској секретарици.
Филм је био номинован за Оскара за најбољи филм и Оскара за најбољег споредног глумца (Сидоу).

## Улоге
| Глумац         | Улога     |
| -------------- | --------- |
| Том Хенкс      | Томас Шел |
| Сандра Булок   | Линда Шел |
| Џон Гудман     | Стен      |
| Макс фон Сидоу | Закупац   |
| Вајола Дејвис  | Ејби Блек |
| Томас Хорн     | Оскар Шел |